# Ibn Battūta

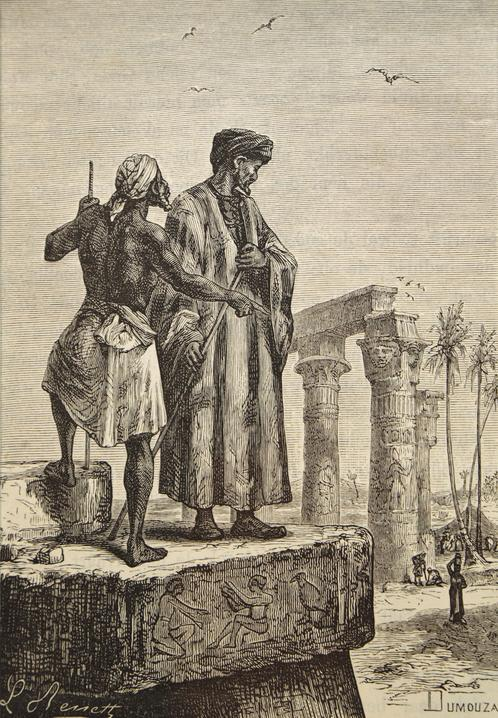
Léon Benett: Ibn Battuta in Ägypten (1878)

Abū ʿAbdallāh Muhammad ibn Battūta (arabisch أبو عبد الله محمد بن بطوطة, DMG Abū ʿAbdallāh Muḥammad b. Baṭṭūṭa, Zentralatlas-Tamazight ⵉⴱⵏ ⴱⴰⵟⵟⵓⵟⴰ) (geboren am 24. Februar 1304 in Tanger, Marokko; gestorben 1368 oder 1377 in Marokko) war ein berberischer Rechtsgelehrter und Autor des Reiseberichtes (تحفة النظار في غرائب الأمصار وعجائب الأسفار Tuḥfat an-Nuẓẓār fī Gharāʾib al-Amṣār wa ʿAǧāʾib al-Asfār ‚Geschenk für diejenigen, welche die Wunder von Städten und den Zauber des Reisens betrachten‘ oder kurz الرحلة ar-Riḥla ‚Die Reise‘.) Battūtas Reisebericht handelt von einer Pilgerfahrt nach Mekka und einer anschließenden Reise von mehr als 120.000 km Länge durch die gesamte islamische Welt und darüber hinaus.

## Leben
Die folgenden Ausführungen basieren auf dem Reisebericht.

### Pilgerfahrt nach Mekka
Mit 21 Jahren ging Battūta auf muslimische Pilgerfahrt nach Mekka. Auf dem Landweg reiste er entlang der nordafrikanischen Küste, bis er über Alexandrien Kairo erreichte. Hier befand er sich auf relativ sicherem mamlukischen Gebiet und begab sich auf seinen ersten Abstecher. Damals gab es drei gebräuchliche Etappen: eine Fahrt nilaufwärts, dann östlich zur Hafenstadt Aidhab am Roten Meer. Dort musste er jedoch wegen eines örtlichen Aufstandes wieder umkehren.
Zurück in Kairo, machte er sich auf nach Damaskus (damals ebenfalls unter mamlukischer Kontrolle), nachdem ihm ein „heiliger Mann“ geweissagt hatte, er werde Mekka erst nach einer Reise durch Syrien erreichen. Andere heilige Stätten lagen am Weg – etwa Hebron, Jerusalem und Bethlehem – und die mamlukischen Behörden bemühten sich, diesen Pilgerweg zu sichern.
Nachdem er den Fastenmonat Ramadan in Damaskus verbracht hatte, schloss sich Ibn Battūta einer Karawane nach Medina, dem Begräbnisort des Propheten Mohammed, an. Battūta aß unterwegs die Fohlen seines Kamels. Nach vier Tagen in Medina reiste er weiter nach Mekka. Hier unternahm er die Haddsch. Dann reiste er weiter in das Reich der mongolischen Ilchane auf dem Gebiet des heutigen Iran/Irak.

### Über Mesopotamien an die Seidenstraße
Battūta schloss sich wiederum einer Karawane an. In Mesopotamien besuchte er Nadschaf, den Begräbnisort des vierten Kalifen Ali. Von hier reiste er nach Basra, anschließend nach Isfahan, Schiras und Bagdad, das in schlechtem Zustand war, nachdem es von Hülegü eingenommen worden war. Er traf dort auf Abū Saʿīd, den letzten Herrscher des vereinigten Il-Khanats. Ibn Battūta reiste eine Zeitlang mit der königlichen Karawane und wandte sich dann nach Norden nach Täbris. Täbris hatte seine Tore den Mongolen geöffnet und sich so zu einem wichtigen Handelszentrum entwickelt, nachdem fast alle seine Nachbarstädte zerstört worden waren.

### Entlang der afrikanischen Küste
Nach dieser Reise kehrte Ibn Battūta mit einer zweiten Hadsch nach Mekka zurück und lebte dort ein Jahr lang. Dann fuhr er das Rote Meer hinunter, entlang der ostafrikanischen Küste. Sein erster großer Stopp war Aden, wo er plante, ein Vermögen durch Handel mit Waren zu machen, die vom Indischen Ozean auf die arabische Halbinsel kamen. Vorher unternahm er im Frühjahr 1331 eine Reise nach Süden entlang der afrikanischen Küste. Jeweils rund eine Woche verbrachte er unter anderem in Äthiopien, Mogadischu, Mombasa, Sansibar und Kilwa. Mit dem Wechsel des Monsunwindes kehrte sein Schiff nach Süd-Arabien zurück. Danach besuchte er Oman und die Straße von Hormus.

### Von Mekka über Konstantinopel nach Delhi
Danach reiste er nach Mekka, wo er wieder ein Jahr verbrachte. Anschließend suchte er eine Anstellung beim muslimischen Sultan von Delhi. Einen Führer und Übersetzer für seine Reise nach Indien suchte er in Anatolien, das sich unter der Kontrolle der Seldschuken befand. Eine Seereise von Damaskus auf einem genuesischen Schiff brachte ihn nach Alanya an der Südküste der heutigen Türkei. Von dort reiste er über Land nach Konya und Sinope an der Schwarzmeerküste. Er überquerte das Schwarze Meer und ging in Kaffa auf der Krim an Land, im Gebiet der Goldenen Horde. Zufällig traf er auf die Karawane von Özbeg, dem Khan der Goldenen Horde, und schloss sich diesem an. In Astrachan gestattete der Khan einer seiner Frauen, die schwanger war, ihr Kind in ihrer Heimatstadt – Konstantinopel – zu bekommen. Ibn Battūta überredete den Khan, ihn an dieser Reise teilnehmen zu lassen – die erste, die ihn über die Grenzen der islamischen Welt hinaus führte.
Gegen Ende 1332 kam er in Konstantinopel an, begegnete dem Herrscher Andronikos III. und sah die Hagia Sophia von außen. Nach einem Monat in der Stadt kehrte er nach Astrachan zurück, um von dort über das Kaspischen Meer und dem Aralsee nach Buchara und Samarkand zu reisen. Von dort aus wandte er sich nach Afghanistan, um über die Bergpässe nach Indien zu gelangen.

### Im Sultanat von Delhi
Das Sultanat von Delhi war erst kurz vorher islamisch geworden, und der Sultan wollte so viele islamische Gelehrte und Funktionsträger wie möglich anstellen, um seine Macht zu stärken. Aufgrund von Ibn Battūtas Studienzeiten in Mekka wurde er als Qādī („Richter“) von Sultan Muhammad bin Tughluq in Dienst genommen.
Der Sultan war selbst nach damaligen Maßstäben unberechenbar; Ibn Battūtas Rolle schwankte zwischen dem luxuriösen Leben eines Vertrauten des Herrschers und vielerlei Verdächtigungen und Misstrauen. Schließlich entschied er sich, unter dem Vorwand einer weiteren Pilgerreise das Land zu verlassen. Der Sultan bot ihm an, Botschafter in China zu werden. Ibn Battūta ergriff die Gelegenheit, aus der Reichweite des Sultans zu kommen und neue Länder zu bereisen.

### Über die Malediven nach China
Auf dem Weg zur Küste wurde seine Reisegruppe von Hindurebellen angegriffen – er wurde von seinen Begleitern getrennt, ausgeraubt und beinahe getötet. Trotz allem holte er seine Gruppe nach zwei Tagen ein und setzte seine Reise nach Cambay fort. Von dort aus segelte er nach Calicut im Südwesten Indiens. Während Ibn Battūta eine Moschee am Ufer besuchte, kam ein Sturm auf und zwei seiner Expeditionsschiffe sanken. Das dritte Schiff ließ ihn am Ufer zurück; es wurde einige Monate später von einem König in Sumatra beschlagnahmt.
Aus Angst, als Versager nach Delhi zurückzukehren, blieb er eine Weile im Süden unter dem Schutz von Dschamal al-Din. Als er dessen Gastfreundschaft lange genug genossen hatte, setzte er seine Reise in das Kaiserreich China fort, mit einem Umweg über die Malediven. Er blieb neun Monate auf der Inselgruppe. Seine Erfahrungen als Richter waren auf diesen abgelegenen Inseln hochwillkommen, und er wurde – halb durch Bestechung, halb durch Gewalt – zum Bleiben genötigt. Seine Berufung zum obersten Richter und seine Heirat in die königliche Familie verwickelten ihn in die Lokalpolitik; als er einige strenge Urteile fällte, die in der liberalen Inselgesellschaft nicht akzeptiert wurden, musste er das Land verlassen. Er reiste nach Ceylon, um das Heiligtum Sri Pada (Adam's Peak) zu besichtigen.
Als er von Ceylon aus in See stach, sank sein Schiff beinahe in einem Sturm – nachdem ein anderes Schiff ihn gerettet hatte, wurde es von Piraten angegriffen. Am Ufer gestrandet, schlug sich Ibn Battūta nach Calicut durch, von wo aus er wieder auf die Malediven segelte, bevor er an Bord einer chinesischen Dschunke versuchte, nach China zu kommen. Er erreichte zügig Chittagong, Sumatra, Vietnam und schließlich Quanzhou in der Provinz Fujian. Von dort aus wandte er sich nach Norden in Richtung Hangzhou, unweit des heutigen Shanghai. Ibn Battūta behauptete, noch weiter in den Norden durch den Großen Kanal (Da Yunhe) nach Peking gereist zu sein, was jedoch allgemein als Erfindung betrachtet wird.

### Zurück nach Mekka und der Schwarze Tod
Nach seiner Rückkehr nach Quanzhou entschied sich Ibn Battūta, nach Hause zurückzukehren – obwohl er nicht recht wusste, wo sein Zuhause eigentlich war. Zurück im indischen Calicut, erwog er kurz, sich der Gnade des Sultans Muhammad bin Tughluq auszuliefern, überlegte es sich jedoch anders und kehrte nach Mekka zurück. Auf seinem Weg über Hormus und das Il-Chanat fand er den Mongolenstaat durch einen Bürgerkrieg in Auflösung begriffen; der Herrscher Abu Sa'id war inzwischen gestorben.
Als er in Damaskus ankam, um von dort aus seine erste Pilgerreise nach Mekka nachzuvollziehen, erfuhr er vom Tod seines Vaters. Die Pest war ausgebrochen und Ibn Battūta wurde Zeuge der Ausbreitung des schwarzen Todes über Syrien, Palästina und Arabien. Nachdem er Mekka erreicht hatte, entschied er sich, nach Marokko zurückzukehren, beinahe ein Vierteljahrhundert nach seiner Abreise. Über Sardinien kehrte er nach Tanger zurück – um dort zu erfahren, dass auch seine Mutter einige Monate zuvor gestorben war.

### Von Tanger nach Spanien und zurück
In Tanger hielt es ihn nicht lange – er machte sich auf den Weg nach Al-Andalus – das islamische Spanien. Alfons XI. von Kastilien drohte Gibraltar zu erobern, und Ibn Battūta verließ Tanger zusammen mit einer Gruppe Muslime – mit der Absicht, die Hafenstadt zu verteidigen. Als er dort ankam, war Alfons ein Opfer der Pest geworden, und Gibraltar war nicht mehr bedroht; Ibn Battūta setzte seine Reise fort. Er reiste durch Valencia und erreichte Granada.
Auf seiner Rückreise von Spanien legte er einen kleinen Aufenthalt in Marrakesch ein, das nach der Pestepidemie und dem Umzug der Hauptstadt nach Fez beinahe ausgestorben war.
Wieder kehrte er nach Tanger zurück, und wieder reiste er weiter. Zwei Jahre vor Ibn Battūtas erstem Kairobesuch hatte der malische König Mansa Musa die Stadt auf seiner eigenen Hadsch durchquert und aufgrund seines Reichtums Aufsehen erregt – zu dieser Zeit kam etwa die Hälfte des Goldvorrates der Welt aus Westafrika. Auch wenn Ibn Battūtas Aufzeichnungen hiervon nicht explizit berichten, so hatte der Bericht über diese Ereignisse wohl sein Interesse geweckt, da er sich in Richtung dieses islamischen Königreiches auf der anderen Seite der Sahara aufmachte.

### Durch die Sahara nach Mali und Timbuktu
Im Herbst 1351 verließ Ibn Battūta Fez und erreichte eine Woche später Sidschilmasa, die letzte marokkanische Stadt auf seiner Strecke. Bei einer der ersten Winterkarawanen, einige Monate darauf, war er dabei und einen Monat später erreichte er Taghaza. Als ein Zentrum des Salzhandels war die Stadt reich an Salz und malischem Gold – dennoch machte die baumlose Stadt keinen günstigen Eindruck auf Ibn Battūta. Er reiste 500 Kilometer weiter durch den schlimmsten Teil der Wüste nach Oualata, damals Teil des Malireiches, heute Mauretanien.
Auf seiner Weiterreise nach Südwesten wähnte er sich auf dem Nil, tatsächlich war es jedoch der Niger. In der Hauptstadt des malischen Reiches traf er Mansa Suleyman, der seit 1341 König war. Obwohl ihm dessen knauserige Gastfreundschaft suspekt war, blieb Ibn Battūta acht Monate dort, bevor er nigerabwärts nach Timbuktu fuhr. Zu dieser Zeit hatte die Stadt noch nicht die Größe und Bedeutung, die sie in den nächsten zwei Jahrhunderten erlangen sollte, und er reiste bald weiter. Auf halbem Weg seiner Rückreise, am Rand der Wüste in Takedda in der Nähe des heutigen Agadez, erreichte ihn der Befehl des marokkanischen Sultans, nach Hause zurückzukehren. Ende Dezember 1353 erreichte er Marokko.

### Erinnerungen und Ruhestand
Auf Veranlassung des Sultans Abū Inān Fāris diktierte Ibn Battūta seine Reiseerlebnisse dem Dichter Mohammed Ibn Dschuzaj (gest. 1357), der den einfachen Prosa-Stil Ibn Battūtas aufwendig ausschmückte und mit poetischen Beigaben versah. Obwohl einige Orte in dem entstandenen Werk Rihla („Reise/Wanderung“) offensichtlich seiner Fantasie entsprungen waren, so stellt es doch eine der genauesten existierenden Beschreibungen einiger Teile der Welt im 14. Jahrhundert dar.
Nachdem er Rihla veröffentlicht hatte, lebte Ibn Battūta 22 Jahre hochgeehrt in seiner Heimat, bis er im Jahr 1368 starb.

### Reiseroute 1332–1346

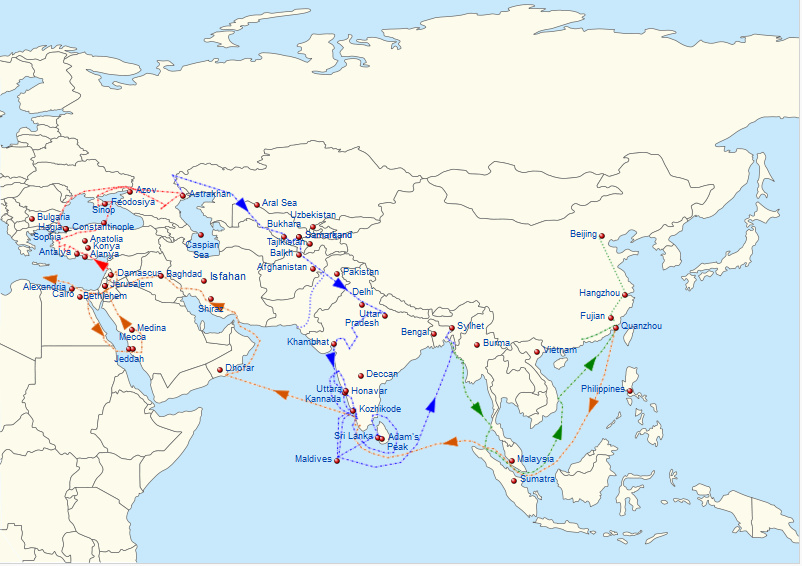
Ibn Battūtas Reiseroute 1332–1346 (Schwarzmeergebiet, Zentralasien, Indien, Südostasien und China)

## Reiseroute

### Reiseroute 1325–1332
| Tanger |

| Tlemcen |

| Bejaia |

| Tunis |

| Fès |

| Zucchabar |

| Algier |

| Annaba |

| Sousse |

| Gabès |

| Tripolis |

| Sfax |

| Alexandria |

| Kairo |

| Damaskus |

| Jerusalem |

| Bethlehem |

| Medina |

| Nadschaf |

| Bagdad |

| Tigris |

| Basra |

| Zāgros-Gebirge |

| Schiras |

| Täbris |

| Mosul |

| Cizre |

| Mardin |

| Dschidda |

| Jemen |

| Rabigh |

| Zabid |

| Taizz |

| Sanaa |

| Aden |

| Zeila |

| Mogadischu |

| Mombasa |

| Sansibar |

| Dhofar |

| al-Hasa |

| Qatif |

| Oman |

| Latakia |

| Kilwa |

### Reiseroute 1349–1354
| Tanger |

| Tlemcen |

| Tunis |

| Fès |

| Algier |

| Ténès |

| Alexandria |

| Kairo |

| Sidschilmasa |

| Taghaza |

| Walata |

| Timbuktu |

| Gao |

| I-n-Azaoua |

| Takedda |

| Cagliari |

| Marrakesch |

| Gibraltar |

| Granada |

| Málaga |

## Namensgeber
Ibn Battūta ist Namensgeber für den Flughafen Tanger-Boukhalef, die Ibn Battuta Shopping Mall in Dubai, mehrere Schiffe, darunter die Fähre Ibn Batouta, und den Mondkrater Ibn Battuta.

## Historizität und Authentizität
Während Ibn Battūtas Reise nach wie vor als bedeutendes literarisches Werk gilt, sind nach Ansicht des Orientalisten Ralf Elger große Teile des Inhalts als Fiktion oder Plagiate anderer Reiseberichte zu betrachten. Ähnliche Zweifel an der Historizität einzelner Inhalte waren bereits zuvor von diversen Orientalisten und Historikern publiziert worden.

## Schriften in englischer und deutscher Übersetzung
- Ibn Batuta: Die Reise des Arabers Ibn Batuta durch Indien und China (14. Jahrhundert). Bearbeitet von Hans von Mžik (= Bibliothek denkwürdiger Reisen. Bd. 5). Gutenberg, Hamburg 1911 (Digitalisat).
- Ibn Battuta: Travels in Asia and Afrika 1325–1354, translated and selected by H. A. R. Gibb. London 1939 (The Broadway Travellers; Digitalisat).
- Voyage d’Ibn Battuta. Texte Arabe accompagné d’une traduction par C. Defrémery, et B. Sanguinetti. 4 Bände. Paris 1922.
  - The Travels of Ibn Battuta A.D. 1325-1354. H. A. R. Gibb. Translated with revisions and notes from the Arabic text edited by C. Defrémery and B. R. Sanguinetti. 4 Bände (Band 4 vervollständigt von C. F. Beckingham) plus Indexband (von A. D. H. Bivar). 1958 ff. (Works issued by the Hakluyt Society, Second Series 110, 117, 141, 178, 190).
- Ibn Battuta: Reisen bis ans Ende der Welt 1325–1353. Stuttgart: Edition Erdmann, 1985. ISBN 3-522-60050-9
- Die Reisen des Ibn Battuta. Herausgegeben und übersetzt von Horst Jürgen Grün; 2 Bände. Allitera-Verlag, München 2007, ISBN 978-3-86520-229-1 und ISBN 978-3-86520-230-7.
- Ibn Battuta: Die Wunder des Morgenlandes. Reisen durch Afrika und Asien. Nach der arabischen Ausgabe von Muhammad al-Bailuni ins Deutsche übertragen, kommentiert und mit einem Nachwort versehen von Ralf Elger, München 2010, ISBN 978-3-406-60068-5 (Auswahl der Reisen Ibn Battūtas durch den syrischen Gelehrten al-Bailuni aus Aleppo (gest. 1674)).